# Heinrich Gehring (Jurist)
Heinrich Gehring (* 20. Dezember 1929; † 27. September 2022) war ein deutscher Jurist. Er war von 1976 bis 1994 Richter am Bundesarbeitsgericht.

## Leben und Wirken
Gehring war nach Abschluss seiner juristischen Ausbildung im April 1957 vorübergehend in einer Rechtsanwaltskanzlei tätig. Im März 1958 trat er als Richter in die Arbeitsgerichtsbarkeit des Landes Niedersachsen ein. 1973 wurde er zum Vorsitzenden Richter am Niedersächsischen Landesarbeitsgericht ernannt. Gehring war promoviert.
Nach seiner Ernennung zum Richter am Bundesarbeitsgericht im Juni 1976 wies das Präsidium Gehring zunächst dem Dritten Senat zu. 1978 wechselte er in den Zweiten Senat. Von 1981 bis 1984 war er stellvertretender Vorsitzender im Dritten Senat und anschließend bis zum Eintritt in den Ruhestand im Fünften Senat als dessen stellvertretender Vorsitzender tätig. Gehring trat am 31. Juli 1994 in den Ruhestand. 